# Nakielno (osada leśna w województwie zachodniopomorskim)
Nakielno – osada leśna w Polsce położona w województwie zachodniopomorskim, w powiecie wałeckim, w gminie Wałcz. 
W latach 1975–1998 miejscowość administracyjnie należała do województwa pilskiego.